# Мендисорроса
«Мендисорро́са» (баск. Mendizorrotza zelaia, исп. Estadio de Mendizorroza) — стадион в Витория-Гастейс, Алава,Страна Басков, Испания. Домашний стадион испанской команды Ла Лиги «Депортиво Алавес», вместимостью 19840 зрителей. Был построен в 1924 году, реконструирован в 1999 году. В 2019 году он был признан лучшим газоном Ла Лиги.

## История
Стадион был открыт 27 апреля 1924 года (100 лет), в канун дня Сан-Пруденсио, покровителя Алавы, что делает его третьим старейшим полем среди клубов Ла Лиги, которые не изменили своего местоположения после открытия, уступая только «Эль-Молинон»(1908 год) и «Месталья»(1923 год). 
Первым матчем на стадионе стала игра “Депортиво Алавес” против «Унион Депортиво Деусто». Встреча закончилась победой хозяев 2:0. Перес Муга был первым футболистом, забившим гол на этом стадионе.
После постройки и открытия стадион не имел названия. Однако в январе 1925 года, почти через год после его открытия, его было решено назвать Mendizorrotza, что на баскском языке означает «острая гора» по названию холма Монте-дель-Пико поблизости.
Клуб «Депортиво Алавес» купил землю площадью 26500 квадратных метров и построил стадион с бюджетом в 85 000 песет. Его вместимость составляла 7200 мест, почти все стоячие.
Вылет «Алавеса» во второй дивизион в 1933 году оставил клуб в очень сложной экономической ситуации. Из-за финансовых проблем клубу пришлось передать стадион в распоряжение городского совета Витории.
Клуб остался без активов и был вынужден платить 300 песет за использование игрового поля. Такая ситуация продолжалась до 1949 года.
С 1950 по почти 1970 год «Мендисорроса» также был домашним стадионом команды «Витория», на тот момент второй команды города. 
В сезоне 1950–1951 годов выход команды во второй дивизион стал причиной одной из самых важных реформ. Радио «Витория» установило вышку для трансляции матчей, которая оставалась на первоначальном месте в центре Главной трибуны до тех пор, пока ее не снесли 12 января 1993 года.
В 1953 году была построена первая трибуна стадиона, а в 1962 году за счет установки навесов был достигнут больший комфорт для зрителей.
15 апреля 1956 года значимость дерби между «Алавесом» и «Атлетиком» потребовала установки дополнительных трибун. Несмотря на эти места, матч пришлось прервать, поскольку зрители выбежали на поле.
В 1962 году были построены навесы трибун стадиона для защиты болельщиков от ненастной погоды.
20 июня 1971 года заработало электрическое освещение игрового поля. На четырех 35-метровых башнях разместились четыре панели по 64 лампы каждая. Впоследствии освещение было модифицировано и улучшено в 1991 году, и окончательно модифицировано в конце 90х.
По окончании сезона 1972–1973 годов начался снос трибун и строительство более удобных и просторных.